# Gianfranco Campestrini
Gianfranco Campestrini (Milano, 15 febbraio 1901 – Milano, 11 giugno 1979) è stato un pittore italiano.

## Biografia
Si formò all'Accademia di Brera, dove ebbe per insegnanti Cesare Tallone, Ambrogio Alciati e il padre, Alcide Davide Campestrini. Espose soprattutto in ambito milanese e fu insegnante alla Scuola degli Artefici di Brera e al Liceo Artistico delle Orsoline di San Carlo. I suoi resti si trovano tumulati al Cimitero Maggiore di Milano.
Come pittore, si distinse prevalentemente nel paesaggio e nel ritratto, ma si dedicò anche alla pittura sacra. Sue opere figurano nella Quadreria dei benefattori dell'Ospedale Maggiore e nelle collezioni d'arte della Fondazione Cariplo.